# 无名氏 (贝拉三世)

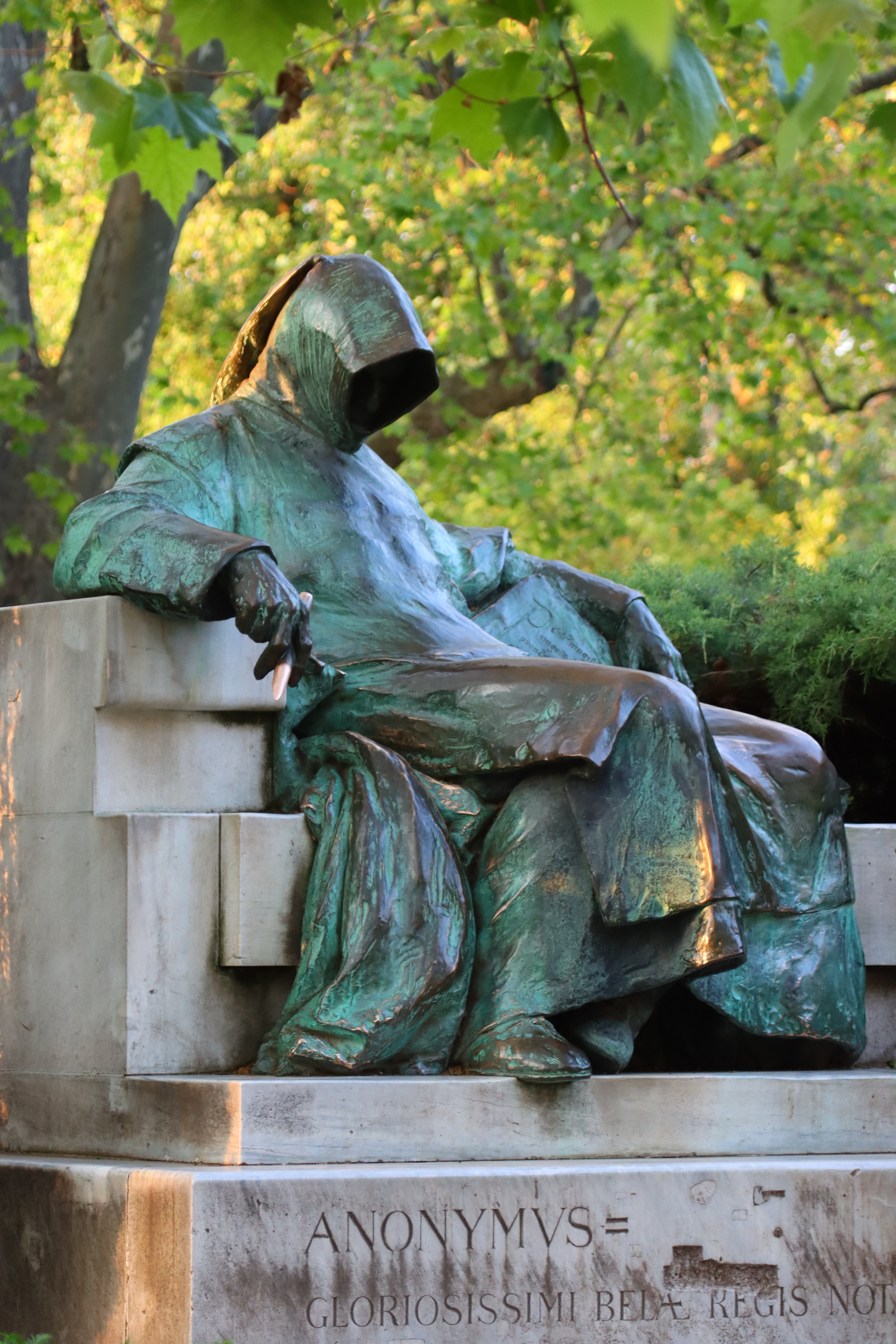
無名氏的雕像

无名氏是一位匈牙利国王（可能是貝拉三世）手下的公证人，他也是编年史家。历史上几乎没留下关于他本人的记载，只知道他的名字的拉丁化转写的首字母是“P”，因为他曾自称为“那位P教师”（P. dictus magister）。他大约生于12世纪末，卒于13世纪初。无名氏的著名著作是写于1200年左右的《匈牙利人的事迹》。